# Vålerengens IF
Vålerengens Idrettsforening, eller bara Vålerenga, är en idrottsförening i Oslo i Norge. Klubben bildades 29 juli 1913.
Klubben hade en föregångare, fotbollsklubben Spark. Denna grundades i Oslostadsdelen Vålerenga 1898. Spark bytte senare namn till Idrettslaget Spring den 29 juli 1913. Spring bytte i sin tur namn till Vaalerengens Idrættsforening. I dag är Vålerenga en idrottsförening i Oslo med sektioner för fotboll, ishockey, handboll, amerikansk fotboll, skidor, basket samt innebandy. 1989 delades den upp i självständiga klubbar.
Klubbens supportrar kallar sig "Klanen", alternativt VIF-klanen.